# Pedro de Silva (homme politique)
Pour les articles homonymes, voir Pedro Silva et Silva.
Pedro de Silva Cienfuegos-Jovellanos, né le 18 août 1945 à Gijón, est un homme politique espagnol membre du Parti socialiste ouvrier espagnol (PSOE).
Il est président de la principauté des Asturies entre 1983 et 1991.

## Biographie

### Formation et carrière professionnelle
Dans sa jeunesse, il suit ses études au collège de l'Immaculée Conception de Gijón, dirigé par la Compagnie de Jésus. Il s'inscrit ensuite à l'université d'Oviedo, où il étudie le droit.
Après avoir passé sa licence, il devient avocat dans le cabinet de son père, Pedro de Silva Serra.

### Débuts en politique: de la DSA au Congrès
Avec la fin du franquisme, il se lance en politique et fonde en 1975 la Démocratie socialiste asturienne (DSA). Celle-ci fusionne l'année d'après avec le Parti socialiste populaire (PSP) d'Enrique Tierno. Finalement, en 1978, le PSP intègre le PSOE.
Pour les élections législatives du 1er mars 1979, il est investi sur la liste du PSOE dans les Asturies et se voit élu, à 33 ans. Au Congrès des députés, il siège à la commission constitutionnelle et à la commission de l'Industrie, devenant en mars 1982 deuxième secrétaire de la commission des Budgets.
Il est réélu au cours des élections anticipées du 28 octobre 1982, comme tête de liste. Il est alors choisi comme secrétaire général du groupe parlementaire socialiste et continue de siéger à la commission de l'Industrie.

### Le premier président des Asturies
Le 15 mars 1983, le comité régional de la Fédération socialiste asturienne-PSOE (FSA-PSOE) l'investit candidat à la présidence du gouvernement régional, à peine deux mois avant l'élection régionale, à la suite des graves problèmes de santé de son prédécesseur, Rafael Fernández. Le jour de l'élection, la FSA-PSOE totalise 52,17 % des suffrages exprimés, soit 26 députés sur 45 à la Junte générale.
À la suite du débat d'investiture le 15 juin, Pedro de Silva est investi président de la principauté des Asturies le 17 juin à l'âge de 37 ans, par 26 voix pour, 14 contre et 5 abstentions. Il forme son gouvernement trois jours plus tard, qu'il renouvelle à 50 % par rapport à l'exécutif pré-autonome de Rafael Fernández.
Il mène à nouveau la FSA-PSOE lors de l'élection régionale du 10 juin 1987. Bien qu'en tête, les socialistes comptent 39,33 % des suffrages, ce qui leur donne seulement 20 députés. Il faut donc attendre la deuxième session d'investiture, le 24 juillet, pour qu'il soit de nouveau investi, par 20 voix pour et 25 abstentions – la loi n'autorisant pas le vote contre dans les Asturies.

### Après la politique
À l'approche de l'élection du 26 mai 1991, il renonce à une troisième candidature et décide de se retirer de la vie politique. Remplacé par Juan Luis Rodríguez-Vigil le 11 juillet 1991, il consacre son temps à la rédaction d'ouvrages de poésie.